# Макфаркуар, Нил
Нил Грэм Макфаркуар (англ. Neil Graham MacFarquhar; род. 1960) — американский писатель. Национальный корреспондент газеты The New York Times.

## Ранний период жизни
Вырос в 1960-х годах в Эль-Бурайке, Ливия, где его отец работал инженером-химиком. Макфаркуар окончил Академию Дирфилда, а в июне 1982 года — Стэнфордский университет со степенью бакалавра искусств в области международных отношений.

## Карьера
После окончания учёбы вернулся на Средний Восток и стал свободно говорить на арабском языке. В течение семи лет он освещал Средний Восток для агентства Ассошиэйтед Пресс. Был новостным редактором агентства в Иерусалиме. В феврале 1995 года присоединился к газете The New York Times (NYT), став её репортёром. Также работал национальным корреспондентом NYT, освещал ислам в США. Был главой бюро газеты в Каире, Египет. С 2008 по лето 2013 года был главой бюро NYT в Организации Объединённых Наций. Также является бывшим национальным корреспондентом NYT в Сан-Франциско, США, и главой бюро NYT в Москве.
Макфаркуар был членом группы журналистов NYT, получивших Пулитцеровскую премию за международный репортаж в 2017 году за серию статей о влиянии России за рубежом.
Является автором книг о Среднем Востоке: англ. The Sand Café (2006) и англ. The Media Relations Department of Hizbollah Wishes You a Happy Birthday: Unexpected Encounters in the Changing Middle East (2009).